# صالح جابر
صالح جابر (انگلیسی: Salih Jaber؛ زادهٔ ۲۴ اکتبر ۱۹۸۵) یک بازیکن فوتبال اهل عراق است.
وی همچنین در تیم ملی فوتبال عراق بازی کرده است.